# 塩田流
塩田流（しおたりゅう）は、宮本無二助と宮本武蔵に師事した塩田浜之助が開いた柔術と棒術の流派。塩田流小具足という。棒術は武蔵流とも呼ばれた。熊本藩で伝承された。
塩田浜之助は播磨国の出身で、宮本無二助に当理流を学んだ。細川忠興に仕え、細川家中で棒術と捕手術の師範であったが、宮本武蔵と立ち会って敗れ、弟子入りしたという。
宮本武蔵は塩田の棒術に自らの工夫を加え、塩田ら弟子に教えたという。このため当流の棒術は「武蔵流」とも呼ばれた。
幕末から明治の伝承者・野々口常人は1902年（明治35年）、星野九門の呼びかけに応え肥後流体術に加わった。